# Сармато
Сармато (італ. Sarmato) — муніципалітет в Італії, у регіоні Емілія-Романья,  провінція П'яченца.
Сармато розташоване на відстані близько 430 км на північний захід від Рима, 160 км на північний захід від Болоньї, 18 км на захід від П'яченци.
Населення — 2912 осіб (2014).
Щорічний фестиваль відбувається 16 серпня. Покровитель — святий Рох.

## Демографія
Населення за роками:

Станом на 1 січня 2023 року в муніципалітеті офіційно проживало 470 іноземців з 37 країн, серед них 170 громадян країн Євросоюзу та 22 громадяни України.

## Сусідні муніципалітети
- Боргоново-Валь-Тідоне
- Кастель-Сан-Джованні
- Монтічеллі-Павезе
- П'єве-Порто-Мороне
- Роттофрено